# Navarcostes limnatis
Navarcostes limnatis är en fjärilsart som beskrevs av William Schaus 1906. Navarcostes limnatis ingår i släktet Navarcostes och familjen tandspinnare. Inga underarter finns listade i Catalogue of Life.